# Panettieri (Italia)
Panettieri (Panettìari in calabrese) è un comune italiano di 310 abitanti della provincia di Cosenza in Calabria. Comune interamente montano con profilo altimetrico compreso tra quota 844 e quota 1237. L'abitato è a 937 metri s.l.m.

## Simboli

### Simboli
Lo stemma del comune di Panettieri è stato concesso con decreto del presidente della Repubblica del 19 luglio 1999.
La croce potenziata di nero è l'emblema della provincia di Cosenza; la campana d'oro è simbolo di fratellanza; le castagne rappresentano la produzione agricola locale; Humilitas ("Umiltà") è il motto di san Carlo Borromeo, santo patrono del paese.

## Società

### Evoluzione demografica
Abitanti censiti